# 1926년 독일 국민투표
1926년 독일 국민투표는 1926년 6월 20일, 독일에서 실시되었다.

## 배경
재산 무상몰수에 대한 공산당과 사회민주당의 법안은 제국의회에서 자유주의 정당들과 보수정당들에 의해 좌절되었고, 이에 양당은 3만 서명을 모아 국민투표를 실시하였다

## 결과
| 무상몰수 가능  | 무상몰수 가능 | 무상몰수 가능 |
| 찬성 또는 반대 | 득표수        | 득표율        |
| -------------- | ------------- | ------------- |
| 찬성           | 14,447,891    | 96.1%         |
| 반대           | 585,027       | 3.9%          |
| 총 득표수      | 15,592,508    | 100.00%       |
| 투표율         | 39.3%         | 39.3%         |
| 유권자수       | 39,707,919    | 39,707,919    |

저조한 투표율로 인해 부결되었다

## 같이 보기
- 독일 제국
- 바이마르 공화국
- 독일 공산당